# Ligue américaine de hockey
Vous lisez un « article de qualité » labellisé en 2007.
Pour les articles homonymes, voir LAH et AHL.
La Ligue américaine de hockey est une ligue professionnelle de hockey sur glace composée de 32 franchises situées au Canada et aux États-Unis. La ligue se nomme en anglais American Hockey League et est souvent désignée par les sigles LAH ou AHL. La LAH est structurée en deux associations de quinze et seize franchises et chaque association est composée de deux divisions. Une saison type de la LAH se compose d'une saison régulière puis de séries éliminatoires. Au cours de la saison régulière, chaque équipe joue 68 ou 76 matchs et les quatre meilleures équipes de chaque division sont qualifiées pour les séries éliminatoires. La Coupe Calder est remise depuis la saison 1936-1937 à la meilleure équipe des séries.
Traditionnellement, les équipes de la LAH sont associées à des équipes de la Ligue nationale de hockey et également à des ligues de niveau inférieur. Les franchises de la LAH servent ainsi d'écoles à celles de la LNH. En 2006, la LAH se dote de son premier Temple de la renommée afin de mettre en avant des personnalités ayant marqué l'histoire de la ligue.

## Structure actuelle
La Ligue américaine de hockey compte chaque année un nombre variable d'équipes. La ligue est divisée en deux associations elles-mêmes formées de deux divisions chacune pour trente-et-une équipes.
Les équipes jouent 68 ou 76 matchs durant la saison régulière : depuis la saison 2015-2016, les cinq équipes basées en Californie (Bakersfield, San Jose, Ontario, San Diego et Stockton) ne disputent que 68 matchs afin de réduire notamment les coûts liés aux déplacements. La saison suivante, la nouvelle équipe des Roadrunners de Tucson a adopté elle aussi cette tactique.
Parce qu'elles ne disputent pas le même nombre de matchs en saison régulière, les équipes sont classées selon le pourcentage de points qu'elles ont accumulé durant la saison par rapport au nombre de points qui étaient en jeu. Les quatre meilleures équipes des différentes divisions sont, à l'issue de la saison régulière, qualifiées pour des séries éliminatoires.
Les séries comportent quatre étapes différentes : les demi-finales de divisions, les finales de divisions puis les finales d'associations et enfin la finale de la Coupe Calder. Le premier tour des séries se joue au meilleur des cinq matchs, la première équipe gagnant trois matchs continuant sa progression dans « l'arbre qualificatif » vers la finale de la Coupe. Les rondes suivantes se disputent au meilleur des sept parties.
Le Match des étoiles de la LAH marque environ la mi-saison pour les équipes.

## Règlements

### Règles du jeu

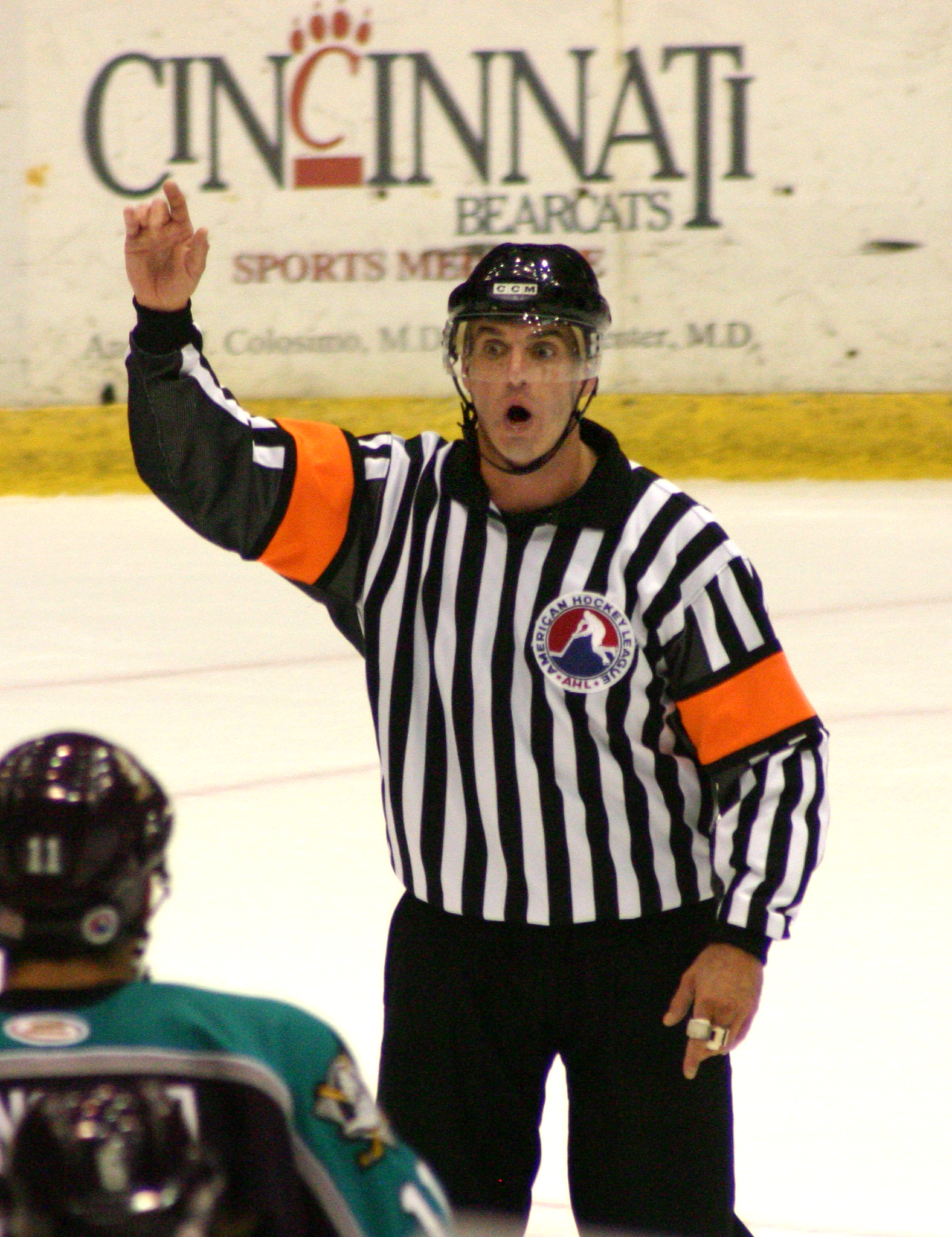
Arbitre de la LAH.

Les règles utilisées en ligue américaine sont identiques à celles utilisées en ligue nationale. La LAH étant l'anti-chambre de la LNH pour les joueurs, elle est aussi parfois le lieu privilégié pour l'essai de nouvelles règles pouvant être adoptées dans le futur dans la LNH. Ainsi, lors de la saison 2004-2005, de nombreuses évolutions furent testées et sont actuellement en vigueur dans la LNH:
- Instauration de tirs de fusillade après la prolongation pour désigner un vainqueur à chaque match.
- Annulation du hors-jeu automatique : un attaquant revenant en zone neutre sans toucher la rondelle est remis en jeu[7].
- Réduction de la taille de l'équipement des gardiens de but.
- Réduction de la zone de jeu des gardiens : ils ne peuvent plus toucher la rondelle hors d'une certaine zone derrière leur but.

Actuellement on peut toutefois noter une différence entre la LAH et la LNH :
- Modification en 2014 du format de la prolongation : passage de la durée de la prolongation de 5 à 7 minutes. Les 4 premières minutes sont jouées à 4 contre 4 puis à 3 contre 3 ensuite[8].

### Règles concernant les joueurs
La LAH étant une ligue de développement pour la LNH, elle a pour objectif de favoriser les jeunes talents. À cet effet, elle a instauré la règle des vétérans (veteran rule). Celle-ci impose aux franchises de LAH de ne pas posséder dans leur alignement lors d'un match plus de cinq vétérans. Un joueur est considéré comme vétéran s'il a, au début de la saison considérée, joué un total de plus de 260 matchs combinés dans les ligues suivantes : LNH, LAH, Ligue internationale de hockey ou championnat élite européen. Le 7 juillet 2007, la LAH et l'association des joueurs professionnels de hockey sur glace signent une nouvelle convention de trois ans prenant effet au 31 août. Celle-ci, reprenant les règles précédemment établies, ajoute une modification à la règle des vétérans : chaque franchise peut nommer un joueur ayant joué 320 matchs
professionnels ou moins comme joueur de développement, libérant ainsi une place pour un vétéran supplémentaire.
Les contrats des joueurs évoluant en LAH sont de quatre types :
- SPC (Standard player's contract) : joueur sous contrat standard aussi communément appelé contrat LAH ;
- PTO (Professionnal try-out contract) : joueur professionnel à l'essai ;
- ATO (Amateur try-out contract) : joueur amateur à l'essai ;
- LNH : joueur sous contrat avec une équipe de LNH qui le laisse à disposition de son club-école de LAH.

## Historique
Nota : cet historique est issu, en partie, de la traduction de l'historique présent sur le site officiel de la LAH.

### Naissance de la ligue
Les fondations de la LAH remontent à 1926 avec la création de la Canadian-American Hockey League (Ligue canadienne-américaine de hockey) composée d'équipes situées à Boston, New Haven, Providence, Québec et Springfield. En 1929, une nouvelle ligue apparaît : l’International Hockey League (Ligue internationale de hockey), formée d'équipes situées à Buffalo, Cleveland, Détroit, Hamilton, London, Niagara Falls, Toronto et Windsor. En 1936, la CAHL et l'IHL fusionnent pour former l’International American Hockey League. La nouvelle ligue ainsi créée est composée de huit équipes : Buffalo, Cleveland, New Haven, Philadelphie, Pittsburgh, Providence, Springfield et Syracuse.
Le premier président de la toute jeune ligue est Maurice Podoloff, présidence qu'il conservera pendant seize années.
Lors de cette première saison, après seulement onze matchs disputés, les Bisons de Buffalo voient leur patinoire endommagée lors d'une tempête de neige les forçant à interrompre leurs activités.
La première finale de la Coupe Calder met aux prises les Ramblers de Philadelphie, champions de la saison régulière aux Stars de Syracuse. Les Stars l'emportent 3 victoires à 1 et deviennent les premiers champions de l'histoire de l'IAHL. En 1937-1938, Frederick « Bun » Cook gagne la première de ses sept coupes Calder en tant qu'entraîneur en menant les Reds de Providence à leur premier titre.
Pour la saison 1938-1939, l'IAHL accueille une nouvelle franchise, les Bears de Hershey. Ceux-ci terminent à la deuxième position de la saison régulière mais ce sont les Barons de Cleveland (4e de la saison) qui gagnent la coupe en battant en finale les Ramblers de Philadelphie par 3 victoires à 1.
En 1939, les Capitals d'Indianapolis deviennent la neuvième franchise de l'IAHL. Les Reds de Providence gagnent leur deuxième titre face aux Hornets de Pittsburgh.
En 1940, n'ayant plus d'équipe canadienne en son sein, la ligue prend le nom définitif de Ligue américaine de hockey. Elle comporte alors neuf franchises (les Bisons de Buffalo renaissant de leurs cendres et reprenant leur place dans la ligue). Les Barons de Cleveland, emmenés par Leslie Cunningham, sont les premiers lauréats de la Coupe Calder de la toute nouvelle LAH en battant les Bears de Hershey en finale. Il s'agit de leur deuxième titre en incluant l'IAHL.
La saison 1941-1942 est remportée par les Capitals d'Indianapolis et ce sont une nouvelle fois les Bears qui s'inclinent en finale.

### La LAH et la guerre
En février 1942, la LAH organise son premier Match des étoiles pour récolter des fonds afin de soutenir l'effort de guerre des États-Unis et du Canada.
Les premières équipes victimes de la guerre sont celles des Ramblers de Philadelphie (alors nommés Rockets) et des Indians de Springfield qui interrompent leurs activités dès 1942, les Indians y étant forcés lorsque l'armée américaine installe ses quartiers dans sa patinoire. Ce sont les Barons de Cleveland qui remportent la troisième finale de la LAH en battant les champions sortants par 3 victoires à 0.
Pour la saison 1943-1944, la LAH perd deux nouvelles équipes, les Eagles de New Haven et les Lions de Washington. Les Barons de Cleveland remportent leur deuxième titre consécutif dans une ligue qui ne comporte plus que six équipes. La finale se joue pour la première fois cette saison au meilleur des 7 matchs.
La saison suivante voit l'hémorragie s'arrêter et une nouvelle franchise fait même son apparition : les Flyers de Saint-Louis. Les Barons remportent leur deuxième titre et les Bears s'inclinent à nouveau en finale pour la troisième fois en cinq ans.

### L'après-guerre
Avec la fin de la guerre, la franchise de New Haven renoue avec le hockey en LAH dès la saison 1945-1946 suivie l'année suivante par les Lions, les Rockets et les Indians. La ligue se trouve alors composée de onze franchises, un record depuis sa création. Cette saison 1946-1947 est aussi marquée par un joueur, John Holota, des Barons de Cleveland, qui devient le premier joueur de l'histoire de la ligue américaine de hockey à inscrire plus de 50 buts au cours de la saison régulière.
Au début de la saison 1947-1948, la ligue, qui ne comportait que deux trophées, met en place quatre nouvelles récompenses. Au trophée F.-G.-« Teddy »-Oke, récompensant le vainqueur de la division Ouest et à la Coupe Calder qui sacre le champion des séries, s'ajoutent le trophée Les-Cunningham (meilleur joueur de la saison), le trophée Wally-Kilrea (meilleur pointeur), le trophée Dudley-« Red »-Garrett (meilleure recrue de l'année) et le trophée Harry-« Hap »-Holmes (gardien de but ayant la plus petite moyenne de buts encaissés). Harry Liscombe et Clifford Simpson deviennent les deux premiers joueurs à amasser plus de 100 points en une saison avec respectivement 118 et 110 points marqués. Liscombe devient d'ailleurs le premier lauréat des trophées Cunningham et Kilrea, ce dernier trophée prenant le nom de trophée Liscombe dès l'année suivante,.
Cleveland et Buffalo dominent cette décennie en récoltant trois titres chacun. Hershey, bien que finaliste à cinq reprises, ne remporte la coupe qu'une seule fois.
Après l'arrêt de la franchise de Philadelphie, la ligue est composée de dix équipes jusqu'en 1951. Les Capitals d'Indianapolis, menés par leur gardien de but Terrance Sawchuk, remportent la coupe en 1950 en n'ayant perdu aucun match en séries puis ce sont les Barons qui remportent une quatrième coupe Calder en 1951.
La saison 1951-1952 débute avec neuf équipes, New Haven ayant à son tour cessé son activité en LAH, puis, c'est au tour d'Indianapolis et de Cincinnati de quitter la LAH qui n'est plus composée alors que de sept équipes. L'équipe de Cincinnati décide alors de rejoindre la nouvelle Ligue internationale de hockey.

### Stabilité et continuité
À l'aube de la saison 1953-1954 et avec la perte d'une nouvelle franchise (les Flyers de Saint-Louis), la ligue américaine retourne à son plus petit nombre d'équipes engagées depuis la guerre. Parmi les six équipes restantes, Buffalo, Cleveland, Pittsburgh et Providence sont les rescapées de la création de l'IAHL, Syracuse est issue du déménagement d'une autre équipe originale de l'IAHL, les Indians de Springfield, et enfin Hershey a rejoint la ligue lors de la saison 1938-1939.
Le Match des étoiles est de retour dans la LAH, il se déroule en octobre 1954, opposant une sélection de joueurs et les champions en titre, les Barons de Cleveland. Un peu plus tard, à l'aube de la saison 1958-1959, la ligue crée une nouvelle récompense : le trophée Eddie-Shore qui récompense le meilleur défenseur de la saison.
Jusqu'en 1959, le nombre d'équipes reste à six, la ligue est uniquement marquée par le déménagement des Warriors de Syracuse qui retournent rejouer à Springfield et celui des Hornets de Pittsburgh, dont la patinoire, le Duquesne Gardens menaçant de s'effondrer à Rochester où ils deviennent les Americans. Ces années sont encore une fois marquées par la domination des Barons de Cleveland qui participent à six finales et remportent la bagatelle de quatre titres de champion.
En 1959, la LAH voit une nouvelle franchise arriver : les As de Québec. C'est la première franchise canadienne qui participe au championnat depuis que celui-ci a acquis le nom de Ligue américaine de hockey.
Le début des années soixante est dominé par les Indians de Springfield qui deviennent la première équipe à remporter trois championnats consécutifs (1960 à 1962). Leur vedette de l'époque, William Sweeney, remporte quant à lui les trois trophées Sollenberger de ces saisons-là. La saison 1961-1962 est marqué par le retour des divisions Est et Ouest chacune composée de quatre équipes et la création du trophée John-D.-Chick récompensant le vainqueur de la division Ouest (le trophée F.-G.-« Teddy »-Oke étant historiquement lié à la division Est).
En 1964, le nouveau président de la Ligue se nomme John Riley mais il ne reste que deux ans en place avant de rejoindre l'équipe des Penguins de Pittsburgh de la Ligue nationale de hockey en tant que président directeur général. Son successeur est John Butterfield, jusque-là, directeur général des Indians de Springfield. Il restera en poste jusqu'en 1994.
Les Americans de Rochester, après avoir été finalistes de la Coupe Calder lors de leur première participation en 1957, remportent trois titres en quatre saisons (1965, 1966, 1968).
Pittsburgh, qui avait à nouveau rejoint la LAH en 1961, profite de l'expansion 1967 pour rejoindre la Ligue nationale de hockey.
Après les joueurs et les équipes, c'est au tour des entraîneurs de recevoir une récompense avec la création du trophée Louis-A.-R.-Pieri pour la saison 1967-68 à l'issue de laquelle Frederick Glover, joueur et entraîneur des Barons de Cleveland, prend sa retraite pour devenir entraîneur en chef des Seals d'Oakland qui évoluent en LNH. Il quitte la LAH avec les records du plus grand nombre de buts, d'aides, de points et de matchs joués et a à son actif cinq coupes Calder.
En 1969, les Canadiens de Montréal, sous l'impulsion de Samuel Pollock, deviennent la première équipe LNH propriétaire d'une équipe de LAH : les Voyageurs de Montréal.
Les Bisons de Buffalo gagnent leur cinquième et dernière coupe Calder en 1970 et profitent eux aussi d'une nouvelle expansion de la LNH pour devenir les Sabres de Buffalo.
Lors de la saison 1970-1971, les Kings de Springfield deviennent la première équipe de l'histoire à remporter la coupe Calder après avoir subi une saison avec plus de défaites que de victoires.

### L'explosion salariale
En 1967, la LNH décide une expansion et passe de six à douze équipes. En 1970, puis 1972 et 1974, deux nouvelles franchises sont à chaque fois admises dans la LNH portant le total à 18 équipes. De plus, en 1971, la création d'une nouvelle ligue majeure, l'Association mondiale de hockey, augmente considérablement le nombre de franchises professionnelles majeures qui passe de six à trente en 7 ans (de 1967 à 1974). Profitant de la croissance et de la loi de l'offre et de la demande, les prétentions salariales de tous les joueurs augmentent alors. Pour compenser cette hausse des salaires des meilleurs éléments, bon nombre d'équipes de la LNH réduisent le nombre de joueurs sous contrat qu'elles ont dans leurs clubs de développement de la LAH. La conséquence en est l'augmentation des salaires en LAH, les meilleurs joueurs, tout comme en LNH, pouvant monnayer leurs services aux plus offrants.
Au beau milieu de ces temps sombres, Wilmott Marshall prend sa retraite en 1972 après avoir éclipsé certains records de Frederick Glover avec 523 buts, 852 aides, 1 375 points en 1 205 matchs disputés en 20 saisons.
En trois saisons, de 1974 à 1977, la moitié des franchises de LAH doit fermer ses portes, ne pouvant pas suivre l'inflation. La ligue passe de douze à six clubs et l'avenir de celle-ci semble sombre à l'approche de la saison 1977-1978 avec l'annonce des Reds de Providence, dernier club ayant participé à tous les championnats depuis la création de l'IAHL, de suspendre à son tour ses opérations.
Cependant, fin 1977, deux événements importants pour la ligue surviennent : le premier d'entre eux est la décision des Flyers de Philadelphie, équipe de la Ligue nationale de hockey, de réinvestir en LAH avec un club-école leur appartenant, la seconde est l'effondrement inattendu de la North American Hockey League quelques semaines avant le début du championnat.
La nouvelle franchise des Flyers, les Mariners du Maine, est tout de suite compétitive et remporte les titres de saison régulière et la coupe Calder à ses deux premières saisons. L'arrêt de la NAHL laisse des villes sans club de hockey. Parmi celles-ci, Binghamton acquiert les Reds de Providence et rejoint la ligue en tant que Dusters de Broome. La ville de Philadelphie quant à elle participe au championnat de LAH avec les Firebirds. La ligue compte alors neuf franchises.

### La croissance tranquille
Après une certaine stabilité (entre huit et dix franchises des saisons 1977-1978 à 1980-1981) la ligue américaine entame une croissance inexorable lors de la saison 1981-1982 en passant à onze équipes, puis, dès la saison suivante, à treize, un record depuis sa création.
Les Mariners du Maine remportent leur troisième titre en sept années d'existence lors de la saison 1983-1984. La saison suivante, les Skipjacks de Baltimore portent le record de victoires consécutives à 16 mais sont arrêtés en chemin vers la coupe par les Canadiens de Sherbrooke et leur gardien de 19 ans tout frais émoulu des ligues juniors, Patrick Roy.
En 1986, Paul Gardner, après une saison de 130 points suivie d'une autre de 112, remporte son deuxième trophée John-B.-Sollenberger consécutif, devenant le premier joueur à le faire. En 1987, lors de sa seule saison en LAH, Brett Hull remporte le trophée Dudley-« Red »-Garrett du meilleur joueur recrue en ayant marqué 50 buts.
La saison 1987-1988, voit le nombre d'équipes engagées croître encore et passer à 14. Cette saison est aussi marquée par les Bears de Hershey qui remportent leur 7e coupe Calder en ayant réussi la performance de rester invaincus en séries (12 victoires consécutives).
Un nouveau record est battu au cours de la saison 1988-1989 grâce à Stéphan Lebeau qui inscrit 134 points et 70 buts à sa saison recrue. Le dernier titre des années 1980 est le troisième d'Adirondack qui n'est que la deuxième équipe à remonter un handicap de 3 matchs en finale avant de remporter la coupe Calder.
Au début des années 1990, les Indians de Springfield remportent deux titres consécutifs en battant à chaque fois les Americans de Rochester en finale. La saison suivante, le vainqueur de la coupe Calder est la franchise de l'Adirondack qui bat les Maple Leafs de Saint-Jean dans une finale étrange où aucune équipe ne remporte de match à domicile.
Lors de la saison 1992-1993, la ligue gagne une nouvelle unité ce qui porte le nombre de franchises à seize. Les Rangers de Binghamton battent le record de points en une saison avec 124 (57-13-10), leur attaquant Don Biggs plaçant quant à lui la barre à 138 points. En séries éliminatoires, un autre joueur fait parler de lui : William McDougall. Il réussit à inscrire 26 buts et 52 points en seulement 16 matchs.
En 1994, après 28 années de présidence, John Butterfield se retire au profit de David Andrews, ancien directeur général des Oilers du Cap-Breton de 1993, champions de la LAH.
La saison 1994-1995 voit le retour du Match des étoiles pour la première fois depuis 35 ans. L'évènement se joue à guichets fermés et est retransmis à la télévision à travers toute l'Amérique du Nord.
Pour son 60e anniversaire en 1995-1996, en plus de s'agrandir de deux équipes supplémentaires, la LAH modifie son format et est séparée en deux associations de deux divisions chacune pour la première fois de son histoire. De plus, une nouvelle règle est adoptée : Elle permet à une équipe qui perd le match en prolongation de récolter néanmoins un point. Cette règle est plus tard adoptée par la LNH. Les Americans de Rochester célèbrent le soixantenaire en remportant la coupe Calder.
À leur première saison de LAH, en 1996-1997, les Phantoms de Philadelphie battent un record avec 19 matchs consécutifs remportés à domicile mais ce sont les Bears de Hershey qui remportent leur 8e coupe Calder.
En 1998-1999, forte d'une franchise de plus, la LAH teste une nouvelle règle : lors des prolongations, en saison régulière, les matchs se jouent à 4 contre 4. La règle est conservée les saisons suivantes. Le Match des étoiles de 1999 est joué devant une foule record de 14120 spectateurs.
En 2000, John Paddock devient le premier entraîneur en chef à remporter la coupe Calder avec trois équipes différentes. Après les saisons 1983-1984 avec les Mariners du Maine et 1987-1988 avec les Bears de Hershey, il remporte le titre avec le Wolf Pack de Hartford.
La Saison 2000-2001 est l'occasion pour la LAH de passer le cap des vingt équipes avec l'arrivée de la franchise des Admirals de Norfolk. Cette saison est remportée par les Flames de Saint-Jean emmenés par le vainqueur du trophée Butterfield, Steve Bégin.

### L'expansion de 2001
La ligue connaît une expansion pour sa saison 2001-2002 : elle passe soudainement de vingt à vingt-sept équipes. En effet, en proie à des soucis financiers, la Ligue internationale de hockey, qui compte 11 franchises, est obligée de fermer ses portes après 56 années d'existence. La Ligue américaine de hockey permet à six d'entre elles de poursuivre leurs activités en les intégrant au sein de son organisation. Les équipes bénéficiant de l'expansion sont les Wolves de Chicago, les Griffins de Grand Rapids, les Aeros de Houston, les Moose du Manitoba, les Admirals de Milwaukee et les Grizzlies de l'Utah. Sur les cinq équipes restantes de la LIH, une rejoint les rangs de l'ECHL et les quatre autres doivent toutes cesser leurs activités.
La saison est aussi marquée par un classement très serré des équipes : dix-sept d'entre elles ne sont séparées que par seulement 12 points à l'issue de la saison régulière. Les Wolves de Chicago remportent la Coupe Calder dès leur première saison en LAH. 16e de la saison régulière, ils battent successivement trois champions de division pour conquérir le trophée.

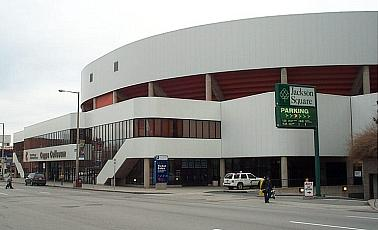
Le Copps Coliseum, patinoire des Bulldogs de Hamilton.

La Saison 2002-2003 est dominée par les Bulldogs de Hamilton. Ceux-ci, utilisés comme club école à la fois par Montréal et Edmonton, enregistrent une saison de 49 victoires, 19 défaites, 8 matchs nuls et 4 défaites en prolongation, avec une série de 18 matchs consécutifs sans défaite. Ils sont cependant vaincus en 7 matchs en finale par les Aeros de Houston. Au cours de cette saison, Rob Murray, capitaine des Falcons de Springfield, devient le sixième joueur de l'histoire à franchir le cap des 1 000 matchs joués en LAH.
En 2003-2004, Milwaukee, après avoir remporté la saison régulière, s'empare de la coupe Calder. Cette saison est considérée comme l'année des gardiens avec un record de 210 blanchissages, le trophée Les-Cunningham remporté par Jason LaBarbera et le trophée Dudley-« Red »-Garrett par Wade Dubielewicz.
Le lock-out de la LNH en 2004-2005 permet à la LAH de voir revenir bon nombre d'anciens talents. Jason Spezza termine meilleur pointeur avec 117 points, Mike Cammalleri marque 46 buts et Ryan Miller devient le premier gardien en quarante ans à enregistrer plus de 40 victoires en une saison (41). Le tir de fusillade est réintroduit pour déterminer le vainqueur d'un match nul à l'issue des prolongations.
Profitant de l'utilisation de certaines patinoires laissées libres par les franchises de LNH, la ligue enregistre sa saison la plus suivie avec plus de 7 millions de spectateurs dans toute l'Amérique du Nord. Philadelphie, après avoir réussi 17 victoires consécutives plus tôt dans la saison, remporte la coupe Calder devant la deuxième plus grande assistance de l'histoire (20 103 spectateurs).
Pour son 70e anniversaire en 2005-2006, la LAH annonce la création de son propre temple de la renommée dont les premiers récipiendaires sont honorés lors du Match des étoiles à Winnipeg. Les Penguins de Wilkes-Barre/Scranton enregistrent le meilleur départ de l'histoire avec un point marqué au minimum lors de leurs 23 premiers matchs (20 victoires, 2 nuls et 1 défaite en prolongation). Donald MacLean et Denis Hamel terminent ex æquo avec 56 buts et Patrick O’Sullivan en marque 47, meilleur total d'un joueur recrue en quinze ans. Hershey, qui a manqué les séries les deux saisons précédentes, gagne sa neuvième coupe Calder.
Après l'absorption de la LIH, la Ligue américaine connaît une vaste période de réalignement. Plusieurs équipes voient leurs activités suspendues pendant quelques saisons avant de renaître dans d'autres villes. C'est le cas, entre autres, des Road Runners de Toronto (saison 2003-2004), qui deviennent l'année suivante ceux d'Edmonton (saison 2004-2005) avant de voir leurs activités suspendues jusqu'en 2010 pour devenir les Barons d'Oklahoma City. Le Wolf Pack de Hartford change même de nom tout en restant dans la ville pour devenir le Whale du Connecticut pendant trois saisons avant de revenir à son nom original.
Avant 2001 et l'absorption de la LIH, certaines franchises de la LAH avaient pris la décision de suspendre provisoirement leurs activités. Dans la décennie qui suit, la Ligue américaine de hockey passe à 30 franchises  avec le retour de certaines équipes en sommeil : c'est ainsi le cas des Panthers de Louisville, arrêtés en 2000-2001, des Senators de l'Île-du-Prince-Édouard, 1995-1996, et des Red Wings de l'Adirondack, qui avaient suspendu leurs activités au terme de la Saison 1998-1999, qui renaîtront entre 2002 et 2005.

### Mouvement vers l'Ouest
Au cours de la saison 2014-2015, la Ligue américaine annonce le transfert dans de nouvelles villes de près du quart de ses 30 équipes pour la saison 2015-2016 avec le déménagement de sept formations.
En janvier 2015, la ligue annonce la création de la Division Pacifique pour la saison 2015-2016 avec le transfert de cinq franchises existantes vers la Californie. Toutes ces équipes sont devenues, au fil des ans, propriétés du club de la LNH avec lequel elles étaient affiliées. Ces cinq franchises de la LNH sont aussi membres de la Division Pacifique de cette ligue. L'équipe des Flames de l'Adirondack, affiliée aux Flames de Calgary, est transférée à Stockton pour devenir le Heat de Stockton. Les Monarchs de Manchester, affiliés aux Kings de Los Angeles, prennent l'identité du Reign d'Ontario, une équipe de l'ECHL qui prend la place des Monarchs à Manchester. Les Admirals de Norfolk, affiliés au Ducks d'Anaheim, sont déménagés à San Diego pour devenir les Gulls. Les Barons d'Oklahoma City ne renouvèlent pas leur affiliation avec les Oilers d'Edmonton au terme de la saison 2014-2015 et sont dissous. Les Oilers créent alors une nouvelle franchise, celle des Condors de Bakersfield, en remplacement de la franchise existante du même nom de l'ECHL. Les Sharks de Worcester, affiliés aux Sharks de San José, sont transférés à San José et deviennent le Barracuda.
En mars 2015, la LAH annonce le transfert de deux autres formations, cette fois-ci au Canada. Les IceCaps de Saint-Jean, affiliés aux Jets de Winnipeg, sont rapatriés à Winnipeg où ils ont déjà évolué de 1996 à 2011 et reprennent leur nom de l'époque, le Moose du Manitoba. Les Bulldogs de Hamilton, affiliés aux Canadiens de Montréal, deviennent les nouveaux IceCaps de Saint-Jean.
Le mouvement vers l'Ouest se poursuit au terme de la saison 2015-2016 alors que les Falcons de Springfield sont achetés par les Coyotes de l'Arizona et transférés à Tucson, Arizona, pour devenir les Roadrunners. Les Pirates de Portland, achetés par les Panthers de la Floride, décident de transférer la franchise à Springfield pour remplacer les Falcons peu de temps après. Ils prennent le nom de Thunderbirds.
Avant le début de la saison 2016-2017, le déménagement de trois autres franchises pour la saison suivante est confirmé : les IceCaps de Saint-Jean reviennent vers l'Ouest et deviennent le Rocket de Laval tandis que les Senators de Binghamton déménagent à Belleville mais conservent leur nom. Quant aux Devils d'Albany, ils remplacent les Senators à Binghamton.

### Expansion de la LNH et impact en LAH
L'entrée des Golden Knights de Vegas en LNH bousculent les affiliations, avec une entente entre ce nouveau club et les Wolves de Chicago  qui laisse les Blues de Saint-Louis sans aucune entente d'affiliation officielle. Ils envoient tout de même leurs joueurs chez les Wolves pour la saison 2017-2018. Pour la saison 2018-2019, les Blues sont affiliés au Rampage de San Antonio, tandis que l'Avalanche du Colorado fait monter en LAH les Eagles du Colorado, appartenant auparavant à l'ECHL ,. La formation évolue dans la division Pacifique et représente la 31e franchise de la LAH.
En février 2020, les Golden Knights annoncent l'acquisition et la relocalisation du Rampage de San Antonio pour la saison 2020-2021. L'équipe change de nom et devient les Silver Knights de Henderson. Avant le début de la campagne 2021-2022, les Canucks de Vancouver déménagent leur club-école de Utica à Abbotsford en Colombie-Britannique alors que les Devils de Binghamton sont relocalisés à Utica et conserve le nom des Comets.
Avec l'arrivée d'une équipe d'expansion de la LNH à Seattle en 2021, la LAH accorde une franchise au Oak View Group à Palm Springs, en Californie. Il s'agira de la 32e formation de la LAH et la 6e à évoluer en Californie. L'équipe débutera ses activités à l'automne 2022 et portera le nom des Firebirds de Coachella Valley.
Le 23 mai 2022, la LAH approuve la relocalisation du Heat de Stockton à Calgary par les propriétaires de l'équipe, les Flames de Calgary, pour la saison 2022-2023. Le 2 août 2022, les Flames annoncent que l'équipe portera le nom des Wranglers de Calgary.

### Liste des vainqueurs de la Coupe Calder
La franchise la plus titrée est celle des Bears de Hershey qui a remporté onze coupes Calder.
| Année     | Champion                                           | Finaliste                                          | Résultat de la série                               |
| --------- | -------------------------------------------------- | -------------------------------------------------- | -------------------------------------------------- |
| 1936-1937 | Stars de Syracuse                                  | Ramblers de Philadelphie                           | 3-1                                                |
| 1937-1938 | Reds de Providence                                 | Stars de Syracuse                                  | 3-1                                                |
| 1938-1939 | Barons de Cleveland                                | Ramblers de Philadelphie                           | 3-1                                                |
| 1939-1940 | Reds de Providence                                 | Hornets de Pittsburgh                              | 3-0                                                |
| 1940-1941 | Barons de Cleveland                                | Bears de Hershey                                   | 3-2                                                |
| 1941-1942 | Capitals d'Indianapolis                            | Bears de Hershey                                   | 3-2                                                |
| 1942-1943 | Bisons de Buffalo                                  | Capitals d'Indianapolis                            | 3-0                                                |
| 1943-1944 | Bisons de Buffalo                                  | Barons de Cleveland                                | 4-0                                                |
| 1944-1945 | Barons de Cleveland                                | Bears de Hershey                                   | 4-2                                                |
| 1945-1946 | Bisons de Buffalo                                  | Barons de Cleveland                                | 4-3                                                |
| 1946-1947 | Bears de Hershey                                   | Hornets de Pittsburgh                              | 4-3                                                |
| 1947-1948 | Barons de Cleveland                                | Bisons de Buffalo                                  | 4-0                                                |
| 1948-1949 | Reds de Providence                                 | Bears de Hershey                                   | 4-3                                                |
| 1949-1950 | Capitals d'Indianapolis                            | Barons de Cleveland                                | 4-0                                                |
| 1950-1951 | Barons de Cleveland                                | Bisons de Buffalo                                  | 4-3                                                |
| 1951-1952 | Hornets de Pittsburgh                              | Reds de Providence                                 | 4-2                                                |
| 1952-1953 | Barons de Cleveland                                | Hornets de Pittsburgh                              | 4-3                                                |
| 1953-1954 | Barons de Cleveland                                | Bears de Hershey                                   | 4-2                                                |
| 1954-1955 | Hornets de Pittsburgh                              | Bisons de Buffalo                                  | 4-2                                                |
| 1955-1956 | Reds de Providence                                 | Barons de Cleveland                                | 4-0                                                |
| 1956-1957 | Barons de Cleveland                                | Americans de Rochester                             | 4-1                                                |
| 1957-1958 | Bears de Hershey                                   | Indians de Springfield                             | 4-2                                                |
| 1958-1959 | Bears de Hershey                                   | Bisons de Buffalo                                  | 4-2                                                |
| 1959-1960 | Indians de Springfield                             | Americans de Rochester                             | 4-1                                                |
| 1960-1961 | Indians de Springfield                             | Bears de Hershey                                   | 4-0                                                |
| 1961-1962 | Indians de Springfield                             | Bisons de Buffalo                                  | 4-1                                                |
| 1962-1963 | Bisons de Buffalo                                  | Bears de Hershey                                   | 4-3                                                |
| 1963-1964 | Barons de Cleveland                                | As de Québec                                       | 4-0                                                |
| 1964-1965 | Americans de Rochester                             | Bears de Hershey                                   | 4-1                                                |
| 1965-1966 | Americans de Rochester                             | Barons de Cleveland                                | 4-2                                                |
| 1966-1967 | Hornets de Pittsburgh                              | Americans de Rochester                             | 4-0                                                |
| 1967-1968 | Americans de Rochester                             | As de Québec                                       | 4-2                                                |
| 1968-1969 | Bears de Hershey                                   | As de Québec                                       | 4-1                                                |
| 1969-1970 | Bisons de Buffalo                                  | Kings de Springfield                               | 4-0                                                |
| 1970-1971 | Kings de Springfield                               | Reds de Providence                                 | 4-0                                                |
| 1971-1972 | Voyageurs de la Nouvelle-Écosse                    | Clippers de Baltimore                              | 4-2                                                |
| 1972-1973 | Swords de Cincinnati                               | Voyageurs de la Nouvelle-Écosse                    | 4-1                                                |
| 1973-1974 | Bears de Hershey                                   | Reds de Providence                                 | 4-1                                                |
| 1974-1975 | Indians de Springfield                             | Nighthawks de New Haven                            | 4-1                                                |
| 1975-1976 | Voyageurs de la Nouvelle-Écosse                    | Bears de Hershey                                   | 4-1                                                |
| 1976-1977 | Voyageurs de la Nouvelle-Écosse                    | Americans de Rochester                             | 4-2                                                |
| 1977-1978 | Mariners du Maine                                  | Nighthawks de New Haven                            | 4-1                                                |
| 1978-1979 | Mariners du Maine                                  | Nighthawks de New Haven                            | 4-0                                                |
| 1979-1980 | Bears de Hershey                                   | Hawks du Nouveau-Brunswick                         | 4-2                                                |
| 1980-1981 | Red Wings de l'Adirondack                          | Mariners du Maine                                  | 4-2                                                |
| 1981-1982 | Hawks du Nouveau-Brunswick                         | Whalers de Binghamton                              | 4-1                                                |
| 1982-1983 | Americans de Rochester                             | Mariners du Maine                                  | 4-0                                                |
| 1983-1984 | Mariners du Maine                                  | Americans de Rochester                             | 4-1                                                |
| 1984-1985 | Canadiens de Sherbrooke                            | Skipjacks de Baltimore                             | 4-2                                                |
| 1985-1986 | Red Wings de l'Adirondack                          | Bears de Hershey                                   | 4-2                                                |
| 1986-1987 | Americans de Rochester                             | Canadiens de Sherbrooke                            | 4-3                                                |
| 1987-1988 | Bears de Hershey                                   | Express de Fredericton                             | 4-0                                                |
| 1988-1989 | Red Wings de l'Adirondack                          | Nighthawks de New Haven                            | 4-1                                                |
| 1989-1990 | Indians de Springfield                             | Americans de Rochester                             | 4-2                                                |
| 1990-1991 | Indians de Springfield                             | Americans de Rochester                             | 4-2                                                |
| 1991-1992 | Red Wings de l'Adirondack                          | Maple Leafs de Saint-Jean                          | 4-3                                                |
| 1992-1993 | Oilers du Cap-Breton                               | Americans de Rochester                             | 4-1                                                |
| 1993-1994 | Pirates de Portland                                | Hawks de Moncton                                   | 4-2                                                |
| 1994-1995 | River Rats d'Albany                                | Canadiens de Fredericton                           | 4-0                                                |
| 1995-1996 | Americans de Rochester                             | Pirates de Portland                                | 4-3                                                |
| 1996-1997 | Bears de Hershey                                   | Bulldogs de Hamilton                               | 4-1                                                |
| 1997-1998 | Phantoms de Philadelphie                           | Flames de Saint-Jean                               | 4-2                                                |
| 1998-1999 | Bruins de Providence                               | Americans de Rochester                             | 4-1                                                |
| 1999-2000 | Wolf Pack de Hartford                              | Americans de Rochester                             | 4-2                                                |
| 2000-2001 | Flames de Saint-Jean                               | Penguins de Wilkes-Barre/Scranton                  | 4-2                                                |
| 2001-2002 | Wolves de Chicago                                  | Sound Tigers de Bridgeport                         | 4-1                                                |
| 2002-2003 | Aeros de Houston                                   | Bulldogs de Hamilton                               | 4-3                                                |
| 2003-2004 | Admirals de Milwaukee                              | Penguins de Wilkes-Barre/Scranton                  | 4-0                                                |
| 2004-2005 | Phantoms de Philadelphie                           | Wolves de Chicago                                  | 4-0                                                |
| 2005-2006 | Bears de Hershey                                   | Admirals de Milwaukee                              | 4-2                                                |
| 2006-2007 | Bulldogs de Hamilton                               | Bears de Hershey                                   | 4-1                                                |
| 2007-2008 | Wolves de Chicago                                  | Penguins de Wilkes-Barre/Scranton                  | 4-2                                                |
| 2008-2009 | Bears de Hershey                                   | Moose du Manitoba                                  | 4-2                                                |
| 2009-2010 | Bears de Hershey                                   | Stars du Texas                                     | 4-2                                                |
| 2010-2011 | Senators de Binghamton                             | Aeros de Houston                                   | 4-2                                                |
| 2011-2012 | Admirals de Norfolk                                | Marlies de Toronto                                 | 4-0                                                |
| 2012-2013 | Griffins de Grand Rapids                           | Crunch de Syracuse                                 | 4-2                                                |
| 2013-2014 | Stars du Texas                                     | IceCaps de Saint-Jean                              | 4-1                                                |
| 2014-2015 | Monarchs de Manchester                             | Comets d'Utica                                     | 4-1                                                |
| 2015-2016 | Monsters du lac Érié                               | Bears de Hershey                                   | 4-0                                                |
| 2016-2017 | Griffins de Grand Rapids                           | Crunch de Syracuse                                 | 4-2                                                |
| 2017-2018 | Marlies de Toronto                                 | Stars du Texas                                     | 4-3                                                |
| 2018-2019 | Checkers de Charlotte                              | Wolves de Chicago                                  | 4-1                                                |
| 2019-2020 | Séries annulées à cause de la pandémie de Covid-19 | Séries annulées à cause de la pandémie de Covid-19 | Séries annulées à cause de la pandémie de Covid-19 |

## Équipes

### Affiliations

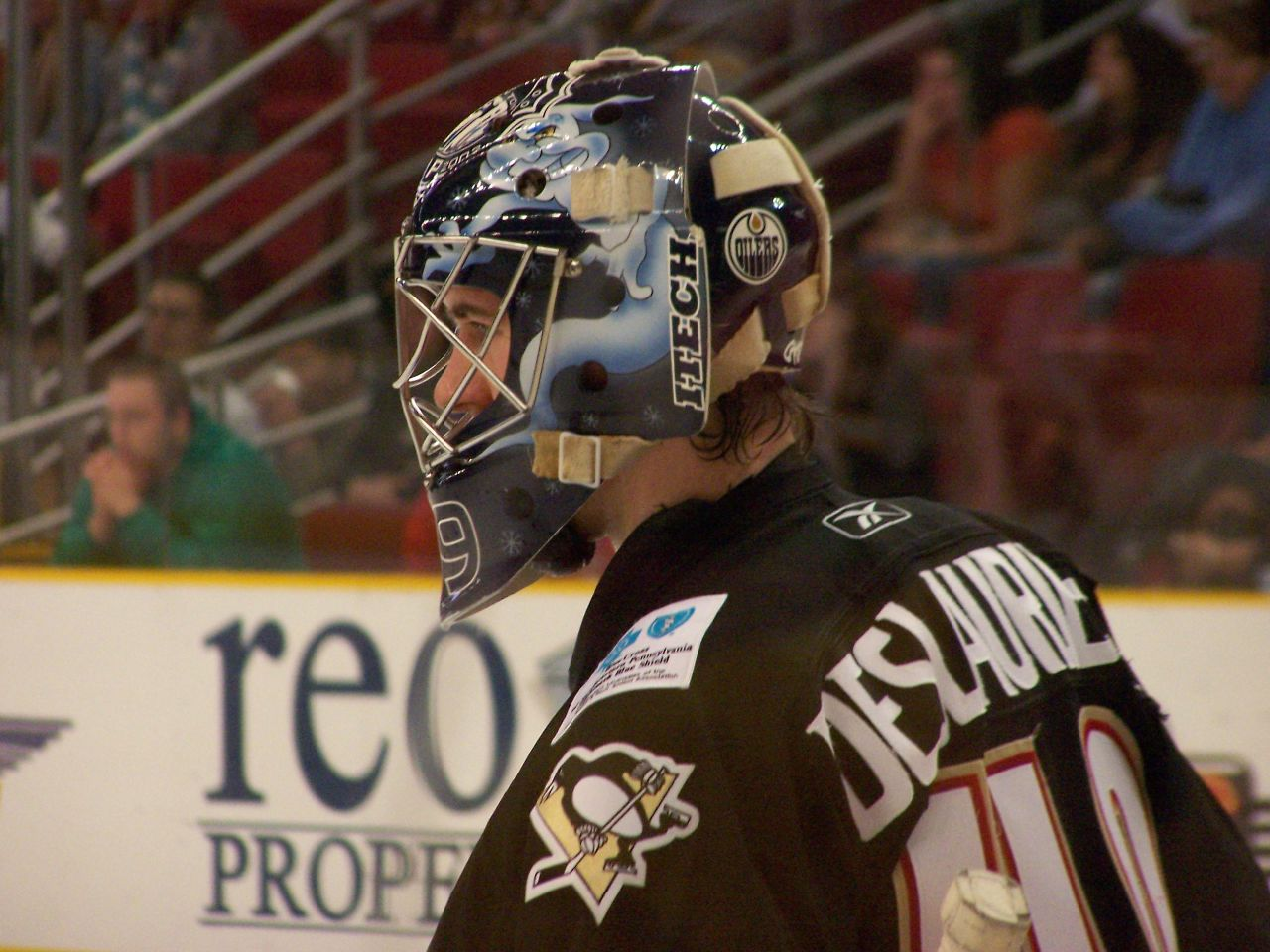
Jeff Drouin-Deslauriers, gardien des Oilers d'Edmonton sous les couleurs des Penguins de WBS, franchise des Penguins de Pittsburgh.

Les équipes de la LNH ayant un effectif limité par convention, elles se sont « affiliées » à des équipes de ligues mineures. Ceci leur permet de recruter de jeunes joueurs lors des repêchages annuels tout en leur permettant de continuer leur développement sans les lancer trop tôt dans le « grand bain ». De plus, ces équipes affiliées (aussi nommées clubs-écoles) constituent une réserve de talents pour les franchises de la LNH qui font appel à eux au gré des blessures ou méformes des joueurs de l'effectif de départ.
Les affiliations sont conclues majoritairement par un contrat scellant une entente d'une ou plusieurs saisons entre l'équipe de LNH et l'équipe de ligue mineure. Quelques exceptions sont toutefois à noter puisque certaines équipes de LNH sont parfois elles-mêmes propriétaires de leur club-école.
Les affiliations étant principalement liées à une entente contractuelle, elles ne sont pas figées dans le temps et chaque saison, diverses évolutions amènent à des remaniements dus, pour certains, à des motifs financiers. De même, plusieurs équipes de LNH peuvent être affiliées à une même franchise de LAH. Les équipes ne partagent pas pour autant les mêmes joueurs qui sont eux-mêmes liés par contrat à une seule équipe de la LNH (voire uniquement au club-école et ne pouvant donc pas accéder à la LNH). De même, une équipe de la LNH peut s'affilier à plusieurs clubs-écoles (comme ce fut le cas pour les Oilers d'Edmonton avec cinq franchises de la LAH lors de la Saison 2006-2007).

### Équipes actuelles
Cette section ci-dessous présente les équipes actuelles de la LAH et leurs équipes affiliées.

#### Association  de l'Est
| Franchise                         | Équipe(s) affiliée(s)  |
| --------------------------------- | ---------------------- |
| Islanders de Bridgeport           | Islanders de New York  |
| Checkers de Charlotte             | Panthers de la Floride |
| Wolf Pack de Hartford             | Rangers de New York    |
| Bears de Hershey                  | Capitals de Washington |
| Phantoms de Lehigh Valley         | Flyers de Philadelphie |
| Bruins de Providence              | Bruins de Boston       |
| Thunderbirds de Springfield       | Blues de Saint-Louis   |
| Penguins de Wilkes-Barre/Scranton | Penguins de Pittsburgh |

| Franchise              | Équipe(s) affiliée(s)    |
| ---------------------- | ------------------------ |
| Senators de Belleville | Sénateurs d'Ottawa       |
| Monsters de Cleveland  | Blue Jackets de Columbus |
| Rocket de Laval        | Canadiens de Montréal    |
| Americans de Rochester | Sabres de Buffalo        |
| Crunch de Syracuse     | Lightning de Tampa Bay   |
| Marlies de Toronto     | Maple Leafs de Toronto   |
| Comets d'Utica         | Devils du New Jersey     |

#### Association de l'Ouest
| Franchise                | Équipe(s) affiliée(s)     |
| ------------------------ | ------------------------- |
| Wolves de Chicago        | Hurricanes de la Caroline |
| Griffins de Grand Rapids | Red Wings de Détroit      |
| Wild de l'Iowa           | Wild du Minnesota         |
| Moose du Manitoba        | Jets de Winnipeg          |
| Admirals de Milwaukee    | Predators de Nashville    |
| IceHogs de Rockford      | Blackhawks de Chicago     |
| Stars du Texas           | Stars de Dallas           |

| Franchise                     | Équipe(s) affiliée(s)   |
| ----------------------------- | ----------------------- |
| Canucks d'Abbotsford          | Canucks de Vancouver    |
| Condors de Bakersfield        | Oilers d'Edmonton       |
| Eagles du Colorado            | Avalanche du Colorado   |
| Firebirds de Coachella Valley | Kraken de Seattle       |
| Silver Knights de Henderson   | Golden Knights de Vegas |
| Reign d'Ontario               | Kings de Los Angeles    |
| Gulls de San Diego            | Ducks d'Anaheim         |
| Barracuda de San José         | Sharks de San José      |
| Wranglers de Calgary          | Flames de Calgary       |
| Roadrunners de Tucson         | Mammoth de l'Utah       |

### Anciennes équipes
Au fil des temps, de nombreuses équipes se sont succédé en LAH. Certaines ont un long passé, d'autres n'ont fait qu'une brève apparition. Cette section dresse une liste des franchises ayant évolué en LAH et n'existant plus aujourd'hui.

## Impact de la LAH
Étant le principal berceau des futurs espoirs de la LNH, la ligue américaine, même si elle ne connaît pas l'engouement suscité par la ligue nationale, est suivie par de nombreux amateurs de hockey. Au cours de la Saison 2006-2007, près de 5 500 spectateurs se sont déplacés en moyenne à chaque rencontre de la LAH avec un record de 8 671 de moyenne à chaque match disputé dans l'enceinte des Bears de Hershey.
Lors de la saison 2005-2006, plus de 180 matchs furent retransmis en direct par des médias essentiellement locaux. De plus, la ligue a signé un contrat avec la société B2 Networks pour la retransmission en direct des matchs de la LAH sur internet permettant aux fans de suivre leur équipe via un système de Pay-per-view. Le Match des étoiles, télévisé pour la première fois en 1995, fut visible par plus de 100 millions de foyers nord-américains lors de sa retransmission en 2007.
Les supporters des franchises de LNH ont souvent un œil sur les jeunes joueurs en leur espérant un avenir brillant dans leur équipe favorite. Ils s'intéressent d'autant plus aux clubs-écoles lors des phases finales (séries éliminatoires), quand l'équipe de LNH est éliminée mais que la formation de LAH est toujours en course, l'espoir d'une réussite du club-école devenant un palliatif de l'élimination de la franchise de LNH. Malgré tout, certains puristes canadiens sont beaucoup plus souvent attirés vers les ligues juniors de la Ligue canadienne de hockey (LHJMQ, LHOu et LHO) que vers la LAH.

### Match des étoiles de la ligue
Le premier Match des étoiles de la LAH est créé pour récolter des fonds afin de soutenir l'effort de guerre des États-Unis et du Canada. Il a lieu le 3 février 1942 à Cleveland et fait alors s'affronter les meilleurs joueurs des divisions Est et Ouest.
Cet événement ne fait sa réapparition que douze ans plus tard, en octobre 1954. Il change de format et met en opposition les vainqueurs de la Coupe Calder de la saison précédente à une sélection des autres meilleurs joueurs de la LAH. Il conserve cette forme jusqu'à sa septième édition en 1959. Frederick Glover (un des sept premiers membres du Temple de la renommée de la LAH) participe à ces six matchs.
Ce spectacle est ensuite oublié pendant trente-six ans avant de renaître en 1995. Le match oppose alors les meilleurs joueurs canadiens aux meilleurs américains.
La saison suivante, en plus du Match des étoiles, des concours d'habileté font leur apparition lors de l'événement (vitesse, adresse, tir le plus rapide…). Le rendez-vous est renommé All Star Classic et s'étale sur deux jours.
De la saison 1996-1997 à la saison 2009-2010, les meilleurs canadiens affrontent les meilleurs joueurs mondiaux réunis au sein de l'équipe PlanetUSA. Depuis 2011, les meilleurs joueurs de l'association de l'Ouest affrontent ceux de l'Est.
Les éditions 2021 et 2022 qui devaient avoir lieu au domicile du Rocket de Laval sont annulées en raison de la COVID-19.
| Date             | Ville                     | Vainqueurs             | Perdants              | Score             |
| ---------------- | ------------------------- | ---------------------- | --------------------- | ----------------- |
| 3 février 1942   | Cleveland                 | Est                    | Ouest                 | 5-4               |
| 27 octobre 1954  | Hershey                   | Bears de Hershey       | Barons de Cleveland   | 7-3               |
| 10 janvier 1956  | Pittsburgh                | Étoiles de la LAH      | Hornets de Pittsburgh | 4-4 (N)           |
| 23 octobre 1956  | Providence                | Reds de Providence     | Étoiles de la LAH     | 4-0               |
| 6 octobre 1957   | Rochester                 | Étoiles de la LAH      | Barons de Cleveland   | 5-2               |
| 15 janvier 1959  | Hershey                   | Bears de Hershey       | Étoiles de la LAH     | 5-2               |
| 10 décembre 1959 | West Springfield          | Indians de Springfield | Étoiles de la LAH     | 8-3               |
| 17 janvier 1995  | Providence                | Canada                 | USA                   | 6-4               |
| 16 janvier 1996  | Hershey                   | USA                    | Canada                | 6-5               |
| 16 janvier 1997  | Saint-Jean                | Monde                  | Canada                | 3-2 (Fus)         |
| 11 février 1998  | Syracuse                  | Canada                 | PlanetUSA             | 11-10             |
| 25 janvier 1999  | Philadelphie              | PlanetUSA              | Canada                | 5-4 (Fus)         |
| 17 janvier 2000  | Rochester                 | Canada                 | PlanetUSA             | 8-3               |
| 15 janvier 2001  | Wilkes-Barre              | Canada                 | PlanetUSA             | 11-10             |
| 14 février 2002  | Saint-Jean                | Canada                 | PlanetUSA             | 13-11             |
| 3 février 2003   | Portland                  | Canada                 | PlanetUSA             | 10-7              |
| 9 février 2004   | Grand Rapids              | Canada                 | PlanetUSA             | 9-5               |
| 14 février 2005  | Manchester                | PlanetUSA              | Canada                | 5-4 (Fus)         |
| 1er février 2006 | Winnipeg                  | Canada                 | PlanetUSA             | 9-4               |
| 29 janvier 2007  | Toronto                   | PlanetUSA              | Canada                | 7-6               |
| 28 janvier 2008  | Binghamton                | Canada                 | PlanetUSA             | 9-8 (Fus)         |
| 26 janvier 2009  | Worcester                 | PlanetUSA              | Canada                | 14-11             |
| 19 janvier 2010  | Portland                  | Canada                 | PlanetUSA             | 10-9 (Fus)        |
| 31 janvier 2011  | Hershey                   | Est                    | Ouest                 | 11-8              |
| 30 janvier 2012  | Atlantic City             | Ouest                  | Est                   | 8-7 (Fus)         |
| 27 janvier 2013  | Providence                | Ouest                  | Est                   | 7-6               |
| 12 février 2014  | Saint-Jean de Terre-Neuve | Étoiles de la LAH      | Färjestad BK          | 7-2               |
| 26 janvier 2015  | Utica                     | Ouest                  | Est                   | 14-12             |
| 1er février 2016 | Syracuse                  | Centrale               | Atlantique            | 4-0 (finale)      |
| 30 janvier 2017  | Allentown                 | Centrale               | Atlantique            | 1-0 (Fus, finale) |
| 29 janvier 2018  | Utica                     | Nord                   | Pacifique             | 1-0               |
| 28 janvier 2019  | Springfield               | Nord                   | Atlantique            | 1-0 (Fus, finale) |

### Temple de la renommée
En janvier 2006, la LAH annonce la création de son temple de la renommée, à l'instar de celui de la LNH, afin d'honorer les joueurs et bâtisseurs  les plus importants de l'histoire de la ligue.
Sept personnalités qui ont marqué la ligue américaine sont intronisées cette année-là lors du Match des étoiles. Hasard ou volonté, les premiers joueurs intronisés forment une équipe complète de hockey sur glace : un gardien de but (John Bower), deux défenseurs (Frank Mathers et Edward Shore) et trois attaquants (Joseph Gage, Frederick Glover et Wilmott Marshall) auxquels est associé un bâtisseur John Butterfield.

## Récompenses
Les trophées sont une partie intégrante de tout sport. Ceux qui suivent sont distribués par la ligue américaine de hockey chaque année,.

### Collectives
Coupe Calder
C'est la récompense ultime de la saison de LAH remise à l'équipe vainqueur des séries éliminatoires. C'est l'un des deux plus anciens trophées de la LAH, sa première remise officielle datant de la saison 1936-1937. La franchise des Bears de Hershey a pris part au plus grand nombre de finales (dix-neuf participations) avec neuf titres remportés, à égalité avec les Barons de Cleveland.
Trophée Richard-F.-Canning
Cette récompense a été instaurée lors de la saison 1989-1990, distinguant, à l'époque, le vainqueur de la division Nord. Il a ensuite récompensé le vainqueur de l'association Nord pendant deux saisons (de 1995 à 1997) avant de devenir le titre des vainqueurs des séries éliminatoires de l'association de l'Est.
Trophée Robert-W.-Clarke
Tout comme le trophée Canning, le trophée Clarke a été attribué la première fois en 1990, récompensant le vainqueur de la division Sud. En 1996 et 1997, le trophée a été remporté par le vainqueur de l'association Sud et enfin, depuis la saison 1997-1998, il représente le vainqueur des séries éliminatoires de l'association de l'Ouest.
Trophée Macgregor-Kilpatrick
Instauré depuis la saison 1997-1998, il récompense la meilleure équipe de la saison régulière.
Trophée Frank-Mathers
Ce trophée, remis pour la première fois en 1996 a récompensé successivement les vainqueurs des divisions Sud et Mid-Atlantic avant de devenir le symbole de la victoire dans l'association de l'Est en saison régulière.
Trophée Norman-R.-« Bud »-Poile
Il s'agit d'un des plus récents trophées de la LAH. Il a été remis pour la première fois à l'issue de la saison 2001-2002 aux vainqueurs de la division Ouest. Il récompense maintenant, à l'opposé du trophée Mathers, les vainqueurs de l'association de l'Ouest en saison régulière.
Trophée Emile-Francis
Comme le trophée Poile, il a été créé à l'occasion de l'expansion de 2001. Il a récompensé les vainqueurs de la division Nord pendant deux années avant de récompenser ceux de la division Atlantic.
Trophée F.-G.-« Teddy »-Oke
C'est le trophée le plus ancien de la LAH. Il est en fait, encore plus ancien que la ligue elle-même ayant été créé à l'origine dans la ligue canadienne professionnelle de hockey en 1926. En 1929, il récompense le vainqueur de la Ligue internationale de hockey puis lors de la création de la LAH, il devient le trophée de la division Ouest où sont regroupées les équipes issues de la LIH. Lorsque la ligue ne comportera plus qu'une division il deviendra le trophée récompensant la meilleure équipe de la saison régulière. Il récompense successivement au fil des changements de la LAH les divisions Nord, Est et Nouvelle-Angleterre.
De nos jours, le vainqueur de la division Est en saison régulière reçoit le trophée Oke.
Trophée Sam-Pollock
Il s'agit d'un des récents trophées de la LAH. Créé pour la saison 1995-1996, il a été attribué aux vainqueurs des divisions Atlantique ou Canadienne (suivant l'organisation de la LAH) avant de devenir depuis la saison 2003-2004 le trophée des vainqueurs de la division Nord.
Trophée John-D.-Chick
Cette récompense possède une longue histoire dans la LAH. Attribuée pour la première fois en 1962 au Barons de Cleveland, vainqueurs de la division Ouest, elle a ensuite fêté les vainqueurs des divisions Sud, Central, Empire, Sud (à nouveau), Central (encore) et enfin Ouest à l'heure actuelle.

### Individuelles
Trophée Aldege-« Baz »-Bastien
Remis au meilleur gardien de but de l'année, ce trophée a été instauré pour la première fois lors de la saison 1983-1984.
Trophée Harry-« Hap »-Holmes
Attribué pour la première fois en 1948, il récompensait à l'origine le gardien de but ayant la plus petite moyenne de buts encaissés. Depuis la saison 1971-1972, il honore le(s) gardien(s) de but de l'équipe ayant encaissé le moins de but en saison régulière. Gil Mayer a remporté cinq fois ce trophée entre 1951 et 1956.
Trophée Eddie-Shore
Il est remis depuis la saison 1958-1959 au joueur considéré comme le meilleur défenseur de la ligue. Le seul joueur à avoir remporté trois fois ce prix est Noel Price.
Trophée Dudley-« Red »-Garrett
Le meilleur joueur recrue de l'année est honoré depuis 1948 par ce trophée. L'équipe qui a fourni le plus de lauréats est celle des Barons de Cleveland avec sept trophées remportés.
Trophée John-B.-Sollenberger
Depuis 1948, il récompense le joueur ayant inscrit le plus de points au cours de la saison régulière. Seuls deux joueurs ont inscrit leur nom trois fois à ce palmarès : Peter White (1995, 1997 et 1998) et William Sweeney qui l'a gagné consécutivement en 1961, 1962 et 1963.
Trophée Willie-Marshall
Attribué depuis la saison 2003-2004, il est le plus récent trophée de la LAH, récompensant paradoxalement une des statistiques les plus suivies depuis longtemps : le nombre de buts marqués en une saison.
Trophée Les-Cunningham
Il récompense le meilleur joueur de la saison (autrement appelé joueur le plus utile de la saison au Québec). Attribué pour la première fois en 1948, seul un joueur l'a remporté à trois reprises (qui plus est consécutives) : John Bower
Trophée Jack-A.-Butterfield
Il est remis, depuis 1984, au meilleur joueur des séries éliminatoires.
Trophée Fred-T.-Hunt
Récompensant le joueur ayant le meilleur esprit sportif, il est remis depuis la saison 1977-1978. Seul un joueur a remporté le trophée a deux reprises, il s'agit de Murray Eaves (1989 et 1990).
Trophée Yanick-Dupré
Tout comme le trophée King-Clancy distribué en Ligue nationale de hockey, il met en exergue les qualités extra-hockey d'un joueur qui s'est impliqué dans sa communauté. Remis depuis 1997, seul un joueur l'a emporté à deux reprises : Mike Minard (2000 et 2001).
Trophée Louis-A.-R.-Pieri
Le seul trophée individuel qui n'est pas remis à un joueur est celui du meilleur entraîneur de l'année. Quatre entraîneurs ont reçu cette récompense à deux reprises : William Dineen (1984-1985 et 1985-86), Robert Ftorek (1994-1995 et 1995-96), Allister MacNeil (1971-1972 et 1976-77) et Robert McCammon (1977-1978 et 1980-81).

### Site officiel
- (en) Site officiel de la Ligue américaine de hockey